# أتشارولي
أتشارولي  (بالإيطالية: Acciaroli)‏ هي قرية إيطالية  (فراتسيوني) في كومونا بوليكا في مقاطعة ساليرنو في منطقة كامبانيا، وهي الأكثر سكانا في الكومونا.

## الجغرافيا
أتشارولي ميناء على ساحل تشيلنتو على البحر التيراني. هي أكبر قرية في كومونا بوليكا، تليها قرية بيوبي، تبعد ستة كيلومترات عن بلدة بوليكا و20 عن سانتا ماريا دي كاستيلاباتي و17 عن إيليا و30 عن أغروبولي و70 عن ساليرنو.

## السياحة
القرية هي جزء من «حديقة سيلينتو وفالو دي ديانو الوطنية» التي تتكون بيئتها الطبيعية من «أراضي شجيرات ماكي» المنتشرة في منطقة حوض البحر الأبيض المتوسط.
أتشاتوري هي وجهة سياحية رئيسية، خاصة خلال فصل الصيف، فقد اشتهرت على المستوى الوطني لجودة مياهها بعد أن حصلت على لقب «شاطئ العلم الأزرق» وعلى لقب «خمسة أشرعة» لعدة سنوات من ليغامبيينتي، جمعية إيطالية بيئية.

## الثقافة
بعد الحرب العالمية الثانية، اختار إرنست همنغوي أتشارولي كمكان للإقامة خلال رحلاته إلى إيطاليا.

### المعمرون
بدأ العلماء مؤخرا في دراسة القرية بسبب العدد المرتفع غير الاعتيادي للمعمرين: 300 20 بالمئة منهم قد بلغوا سن 110. يعمر الكثير من سكان أتشارولي، على الرغم من أن العديد من كبار السن فيها يدخنون أو يعانون من زيادة الوزن.
يعرف المعمرون في أتشارولي بانخفاض نسبة أمراض القلب والزهايمر لديهم.

## معرض صور

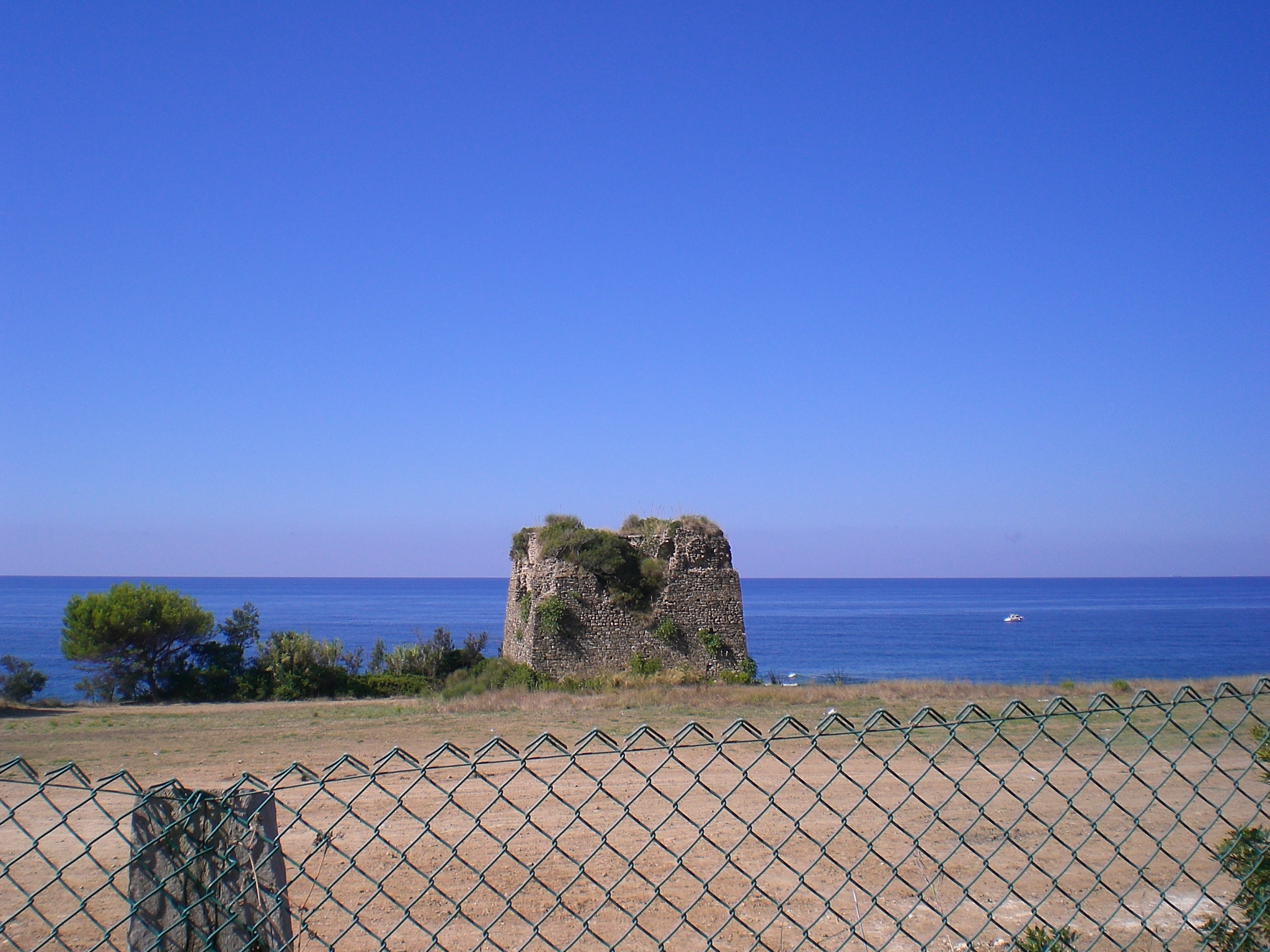
دعامات لبرج "توري لا بونتا"
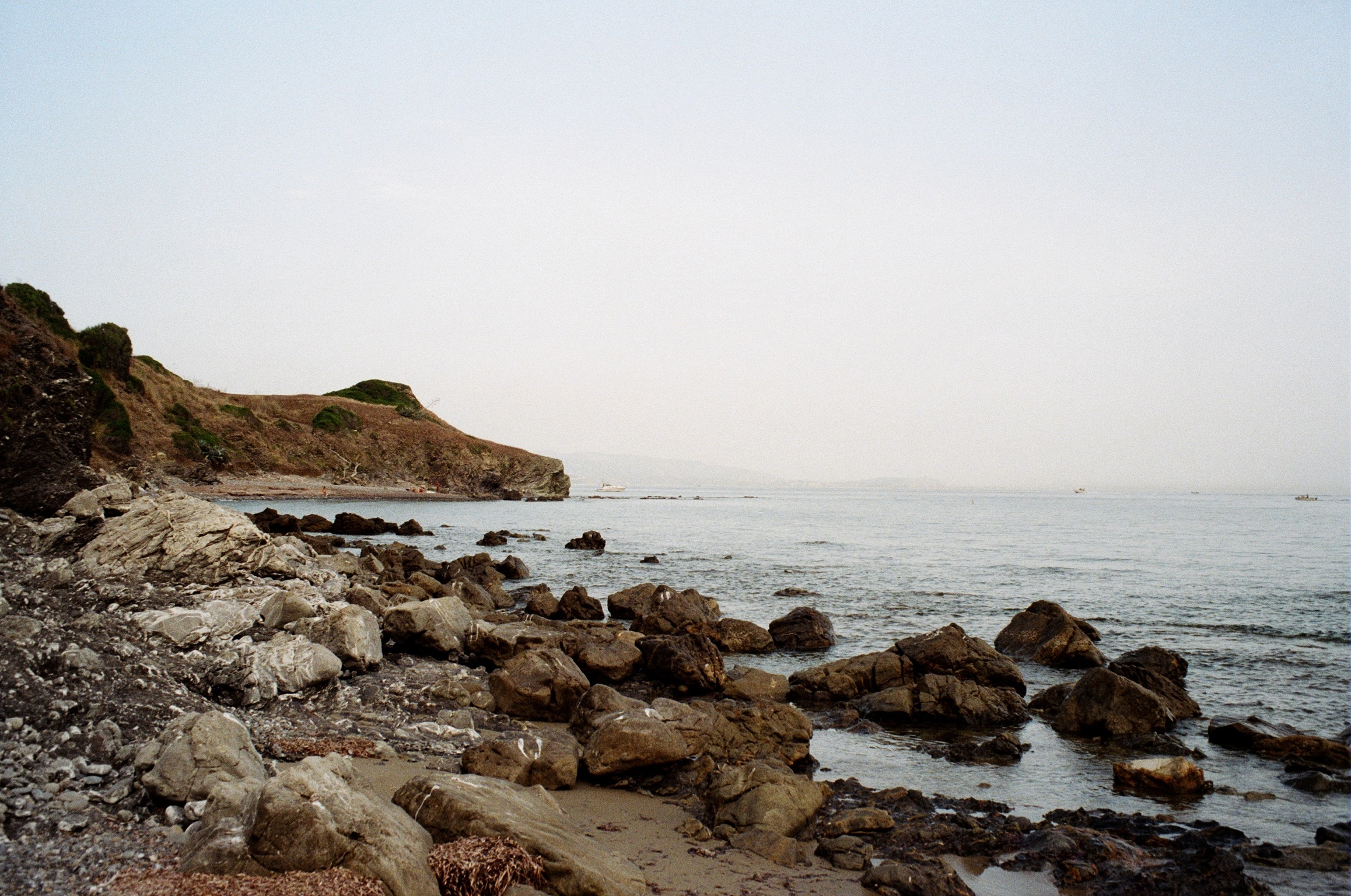
شاطئ "توري لا بونتا"، في المحمية الطبيعية "أواسي بلو لا بونتا"

## وصلات خارجية
- (بالإيطالية) موقع Acciaroli.it
- (بالإيطالية) Acciaroli.info موقع
- (بالإيطالية) كومونا بوليكا
- (بالإيطالية) أتشارولي على دليل إيطاليا

‌